# ويليام إتش. ويلي
ويليام إتش. ويلي هو ناشر وسياسي أمريكي، ولد في 10 يوليو 1842 في نيويورك في الولايات المتحدة، وتوفي في 2 مايو 1925 في أورانج ‏ في الولايات المتحدة. نشط حزبياً في الحزب الجمهوري. وقد انتخب عضو مجلس النواب الأمريكي ‏.